# Acantilados Federico Santa María
Los Acantilados Federico Santa María son unos acantilados que están ubicados en la localidad de Laguna Verde en la Región de Valparaíso. El área cuenta con una superficie aproximada de 295,5 hectáreas y fue declarada Santuario de la Naturaleza mediante el decreto exento 699, del 30 de mayo de 2006. De acuerdo a la declaratoria, su valor ambiental queda evidenciado por las siguientes características:
Posee una singular diversidad por la variedad de flora presente en su extensión:
- Yerba del pasmo
- Lun
- Oreganillo
- Menonvillea linearis
- Pircún
- Pata de guanaco
- Salicornia fruticosa
- Chupalla
- Orquídea del campo
- Quisquito
- Quisco costero
- Lirio del campo

Además, conforma el límite sur de distribución de la especie Tupa (Lobelia polyphilla) y el límite norte de distribución del Pasmo y de la Menonvillea linearis var. Virgata.
El área también posee una concentración de especies que presentan problemas de conservación dentro de Chile, lo anterior de acuerdo al Libro Rojo de CONAF, y que son las siguientes:
- Especies escasas:
  - Centella
  - Tabaco Cimarrón
  - Flor del Minero
  - Cheilante
  - Lun
  - Orquídea
  - Orquídea del Monte
  - Orquídea Gavilú.

- Especies vulnerables:
  - Quisco costero
  - Orquídea del campo
  - Orquídea del Monte
  - Violeta o Tahay
  - Añañuca
  - Culantrillo
  - Puya berteroniana
  - Puya chilensis
  - Lirio del Campo
  - Papayo silvestre
  - Lúcumo

- Especies raras:
  - Arrayán de Hoja Roja
  - Petrillo
  - Huillipatagua o Naranjillo